# Dan samostojnosti in enotnosti
Dan samostojnosti in enotnosti je državni praznik v Republiki Sloveniji, ki ga praznujemo 26. decembra in je dela prost dan.
Ta dan obeležuje razglasitev izidov plebiscita o samostojnosti 26. decembra 1990 (plebiscit je potekal 23. decembra 1990), na katerem je od 93,2 odstotkov udeleženih volivcev na vprašanje »Ali naj Slovenija postane samostojna in neodvisna država?« okoli 95 odstotkov odgovorilo pritrdilno (tj. 88,5 odstotka vseh volivcev), s čimer se je začela osamosvojitev Slovenije.
Do septembra 2005 se je praznik imenoval le dan samostojnosti, a so ga s spremembo zakona o praznikih in dela prostih dnevih na pobudo takratne opozicijske stranke Socialni demokrati, dopolnili z in enotnosti, saj naj bi ta dan namreč Slovenci pokazali največjo mero enotnosti v svoji zgodovini.